# Умберто Тоци
Умберто Антонио Тоци (итал. Umberto Antonio Tozzi; Торино, 4. март 1952) јесте италијански поп рок певач и композитор.

## Биографија
Године 1968. шеснаестогодишњи Тоци придружио се саставу Off sound, једној од многобројних група које су наступале широм Турина. У Милану је упознао  Адриана Папаларда, с којим је оформио бенд од тринаест чланова и започео велику турнеју широм Италије. 
Годину 1974. обележио је Тоцијев композиторски деби, песмом Un corpo, un’anima (Једно тело, једна душа) коју је написао у сарадњи са Доријем Грецијем. Песма је дебитовала у музичком програму Канзонисима, који се давао од 1956. до 1974. године. 
Године 1976. издао је први албум - Donna, amante mia (Жена, моја љубавница), у чијем саставу је била и песма Io camminerò (Ходаћу). Годину дана касније појавила се и једна од Тоцијевих најпопуларнијих песама Ti amo, која је седам месеци била прва песма на листи највећих хитова Италије, и прерасла у интернационални хит, награђен златном плочом у Аустралији. 
Године 1978. издао је сингл Tu, још један велики хит, и одржао турнеју у Аустралији, која је завршена са два распродата концерта у Сиднејској опери. 
Следеће године снимио је још један велики хит, песму Глорија. Џонатан Кинг је, потом, написао текст на енглеском језику и песму је отпевао енглески певач Елкие Брукс 1980. године. Песму је отпевала и америчка певачица Лора Браниган 1982. године , после чега је песма добила златно и платинасто издање у неколико држава. 
Крајем 1980. године издао је песму Stella stai и албум Tozzi, који је уједно и његов први снимак уживо. Недуго затим, група Менудо снимила је шпанску верзију песме Stella stai под називом Claridad, која је постала једна од најпродаванијих нумера широм Латинске Америке. 
Након неколико године проведених далеко од музичке сцене, Тоци се вратио 1987. године и победио на музичком Фестивалу у Санрему песмом Si può dare di più (Може се дати више). Исте године издао је и песму Gente Di Mare (Људи мора) с којом је наступао на Песми Евровизије у Бриселу  и освојио треће место. Године 1988. издао је други албум уживо. 
Деведесетих година снимио је неколико песама, као што је Gli altri siamo noi (Други су ми), албуме Equivocando (Неспоразум), Il grido (Протест), и Aria e cielo (Ваздух и небо). Такође, издао је компилацију највећих хитова, под називом Le mie canzoni (Моје песме).
Године 2000. и 2005. наступио је на Фестивалу у Санрему са песмама Un'altra vita (Другачији живот) и  Le parole (Речи). Издао је другу компилацију највећих хитова, сет од два диска, под називом The best off и још један сингл E non volo. 
Године 2013. прерађену верзију песме Глорија отпевану на матерњем италијанском језику, Мартин Скорсезе убацио је у филм Вук са Вол Стрита  који је номинован за Оскара 2014. године. 
Током своје дуге и плодне каријере, Тоци је продао преко 70 милиона нумера на различитим језицима широм света.

## Судски поступак
Године 2012, 16. јуна, осуђен је на годину дана затвора због утаје пореза. 
Две године касније, 18. новембра, бива осуђен на осам месеци затвора (условна осуда), због утаје 800.000 евра за период од 2002. до 2005. године - према Закону о застарелости, осуђен је само за 2005. годину.
Према судијама у Риму, Тоци би, задржавши своје економске интересе у Италији, упркос разним имањима у иностранству, редовно требало да плаћа порез земљи у којој се родио и стекао славу. 

## Музичка каријера

### Дискографија
- Donna amante mia (1976)
- È nell'aria ... ti amo (1977)
- Tu (1978)
- Gloria (1979)
- Tozzi(1980)
- Notte rosa (1981)
- Eva (1982)
- Hurrah (1984)
- Invisibile (1987)
- Gli altri siamo noi (1991)
- Equivocando (1994)
- Il grido (1996)
- Aria e cielo (1997)
- Un'altra vita (2000)
- Le parole (2005)
- Heterogene (2006)
- Tozzi Masini (2006)
- Superstar (2009)
- Yesterday, today (2012)[4]

### Снимци (уживо)
- In concerto (1980 – Live)
- The Royal Albert Hall (1988 – Live)
- Non Solo Live (2009)

### Компилације
- Minuti di un'eternità (1987 – Greatest hits)
- Le mie canzoni (1991 – Greatest hits)
- Bagaglio a mano (1999 – Greatest hits)
- The best of (2002 – Greatest hits)
- Yesterday, today – The Best of 1976–2012 (2012)